# Francis Wasi
Francis Wasi (11 dicembre 1976) è un ex calciatore salomonese, di ruolo centrocampista.

## Carriera

### Nazionale
Ha debuttato in Nazionale il 21 giugno 2000, in Isole Salomone-Isole Cook (5-1). Ha partecipato, con la Nazionale, alla Coppa d'Oceania 2000 e alla Coppa d'Oceania 2004. Ha collezionato in totale, con la maglia della Nazionale, 9 presenze.